# 絕緣柵雙極晶體管

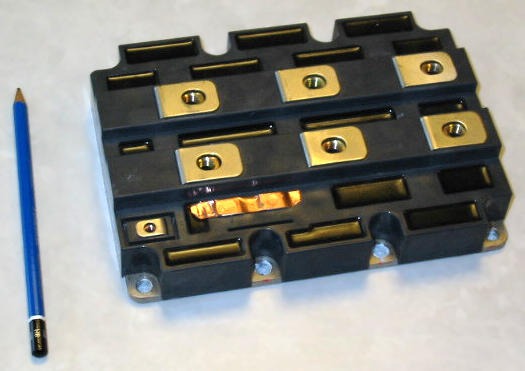
三菱製大功率IGBT模塊

絕緣柵雙極電晶體（英語：Insulated Gate Bipolar Transistor，縮寫：IGBT），是半導體器件的一種，主要用於電動車輛、鐵路機車及動車組的交流電電動機的輸出控制。传统的BJT导通电阻小，但是驱动电流大，而MOSFET的导通电阻大，却有着驱动电流小的优点。IGBT正是结合了这两者的优点：不仅驱动电流小，导通电阻也很低。

## 構造
這種電晶體結合了金属氧化物半导体场效应晶体管的高電流單柵控制特性及雙極性電晶體的低飽和電壓的能力，在單一的IGBT器件裡，會透過把一個隔離的場效應電晶體（FET）結合，作為其控制輸入，並以雙極性電晶體作開關。

## 用途和特徵
絕緣柵雙極晶體管其基本包裝為三個端點的功率級半導體元件，其特點為高效率及切換速度快，為改善功率級BJT運作的工作狀況而誕生。
IGBT結合了場效電晶體閘極易驅動的特性與雙極性電晶體耐高電流與低導通電壓壓降特性，IGBT通常用於中高容量功率場合，如切換式電源供應器、馬達控制與電磁爐。大型的IGBT模組應用於數百安培與六千伏特的電力系統領域，其模組內部包含數個單一IGBT元件與保護電路。
IGBT為近數十年發明產物，第一代IGBT產品於1980年代與1990年初期，但其切換速度不快且開關截止時易產生闩鎖與二次崩潰現象，第二代IGBT產品便有很大的進展，第三代IGBT產品為目前主流，其切換速度直逼功率級MOSFET的速度並且在電壓電流容量上有很大的進步。

## 原理
IGBT是强电流、高压应用和快速终端设备用垂直功率MOSFET的自然进化。由于实现一个较高的击穿电压 BVDSS 需要一个源漏通道，而这个通道却具有很高的电阻率，因而造成功率MOSFET具有 RDS(on) 数值高的特征，IGBT消除了现有功率MOSFET的这些主要缺点。虽然最新一代功率MOSFET 器件大幅度改进了 RDS(on) 特性，但是在高耐壓的器件上，功率导通损耗仍然要比IGBT 技术高出很多。较低的压降，转换成一个低 VCE(sat) 的能力，以及IGBT的结构，同一个标准双极器件相比，可支持更高电流密度，并简化IGBT驱动器的原理图。

## 导通
IGBT的结构与功率MOSFET十分相似，主要差异是IGBT增加了P+基片和一个N+缓冲层（NPT-非穿通-IGBT技术没有增加这个部分），如等效电路图所示，其中一个MOSFET驱动两个双极器件。
基片的应用在管体的P+和N+区之间创建了一个J1结，当正栅偏压使栅极下面反演P基区时，一个N沟道形成，同时出现一个电子流，并完全按照功 MOSFET的方式产生电流。如果电子流产生的电压在 0.7 V 范围内，那么J1将处于正向偏压状态，一些空穴注入N-区内，并调整阴阳极之间的电阻率，这种方式降低了功率导通的总损耗，并启动了第二个电子流。最后的结果是，在半导体层次内临时出现两种不同的电流拓扑，即一个电子流（MOSFET 电流）和空穴电流（双极）。

## 关断
当在栅极施加一个负偏压或栅压低于门限值时，沟道被禁止，没有空穴注入N-区内。在任何情况下，如果MOSFET电流在开关阶段迅速下降，集电极电流则逐渐降低，这是因为换向开始后，在N层内还存在少数的载流子（少子）。这种残余电流值（尾流）的降低，完全取决于关断时电荷的密度，而密度又与几种因素有关，如掺杂质的数量和拓扑，层次厚度和温度。少子的衰减使集电极电流具有特征尾流波形，集电极电流引起功耗升高和交叉导通问题，特别是在使用续流二极管的设备上，问题更加明显。
鉴于尾流与少子的重组有关，尾流的电流值应与芯片的温度，以及与IC 和VCE 密切相关的空穴移动性有密切关系。因此，根据所达到的温度，降低这种作用在终端设备设计上的电流的不理想效应是可行的。

## 阻断与闩锁
当集电极被施加一个反向电压时， J1受到反向偏压控制，耗尽层则会向N-区扩展。因过多地降低这个层面的厚度，将无法取得一个有效的阻断能力，所以，这个机制十分重要。
另一方面，如果过大地增加这个区域尺寸，就会连续地提高压降，因此IC 和电荷移动速度相同时，NPT器件的压降比等效PT器件的高。
当栅极和发射极短接并在集电极端子施加一个正电压时，P/N J3结受反向电压控制。此时，仍然是由N漂移区中的耗尽层承受外部施加的电压。
IGBT在集电极与发射极之间有一个寄生PNPN晶闸管，如图1所示。在特殊条件下，这种寄生器件会导通。这种现象会使集电极与发射极之间的电流量增加，对等效MOSFET的控制能力降低，通常还会引起器件击穿问题。晶闸管导通现象被称为IGBT闩锁。具体地说，这种缺陷的原因互不相同，与器件状态关系密切：通常情况下，当晶闸管全部导通时，静态闩锁出现，只在关断时才会出现动态闩锁。这一特殊现象严重地限制了安全操作区。为防止寄生NPN和PNP晶体管的有害现象，有必要采取以下措施：防止NPN部分接通，分别改变布局和掺杂级别；降低NPN和PNP晶体管的总电流增益。
此外，闩锁电流对PNP和NPN器件的电流增益有一定的影响，因此，它与结温的关系也非常密切；在结温和增益提高的情况下，P基区的电阻率会升高，破坏了整体特性。因此，器件制造商必须注意将集电极最大电流值与闩锁电流之间保持一定的比例，通常比例为1:5。

## 應用範圍
電聯車或電動車輛之馬達驅動器、變頻冷氣、變頻冰箱，甚至是大瓦特輸出音響放大器的音源驅動元件。IGBT特點在於可以大功率場合可以快速做切換動作，因此通常應用方面都配合脈衝寬度調變（Pulse Width Modulation,PWM）與低通濾波器（Low-pass Filters）。
由於半導體元件技術的精進，半導體源料品質的提升，IGBT單價價格越來越便宜，其應用範圍更貼近家用產品範圍，不再只是高功率級的電力系統應用範疇，如電動車輛與混合動力車的馬達驅動器便是使用IGBT元件，豐田汽車第二代混合動力車 Prius II 便使用50kw IGBT模組變頻器控制兩組交流馬達/發電機 以便與直流電池組作電力能量之間的轉換。

## 外部連結
- Device physics information （页面存档备份，存于） from the University of Glasgow
- Spice model for IGBT （页面存档备份，存于）
- IGBT driver calculation （页面存档备份，存于）